# Académica FC
Der Académica FC ist ein osttimoresischer Fußballverein. Er ist in der Landeshauptstadt Dili ansässig und eine Auslandsniederlassung des portugiesischen Académica de Coimbra.

## Geschichte
Académica wurde bereits in der portugiesischen Kolonialzeit von Ruy Bento Pessoa gegründet.
2006 nahm der Académica FC an  der Super Liga teil. In der ersten Runde kam man als Zweitplatzierter in die nächste Runde, scheiterte aber dann im Halbfinale gegen den AD Esperança. Im Spiel um Platz drei gewann man aber gegen den FC Zebra.
2015 fand die Qualifikationsrunde für die neugegründete Liga Futebol Amadora statt. Der Académica FC wurde Gruppensieger der Gruppe D und spielt daher seit der Saison 2016 in der Primeira Divisão. 2016 kam man auf Platz 4 von acht der Tabelle, womit der Klassenerhalt für 2017 gesichert war. 2017 kam man auf Platz 5 und 2018 auf Platz 6, womit man den Klassenerhalt nur knapp schaffte.
Beim Taça 12 de Novembro 2016 schied man in der zweiten Runde gegen den späteren Pokalsieger AS Ponta Leste aus. 2017 und 2018 scheiterte man in der ersten Runde.